# 悪魔の辞典
『悪魔の辞典』（あくまのじてん, The Devil's Dictionary）は、1911年にアメリカ合衆国で発表された書籍。アンブローズ・ビアス著。ふつうの辞典の体裁をもってさまざまな単語に再定義を行ったものだが、その定義が痛烈な皮肉やブラックユーモアに満ち溢れており、辞書パロディの雛型的存在となっている。

## 『悪魔の辞典』史

### 起源
『悪魔の辞典』の起源は、ビアスが『ニューズレター』のコラムニストだった頃にまでさかのぼる。フレデリック・マリオットが1850年代後半に創刊した『ニューズレター』は、サンフランシスコを拠点とし、ビジネスマンをターゲットにしたまじめな週刊経済誌だったが、同時に『タウンクライアー』という、格式ばらない風刺を売りとするコーナーもあった。ビアスはこのコーナーの執筆者として1868年12月に採用され、その情け容赦のない風刺によってサンフランシスコの「嘲り笑う悪魔 (laughing devil)」として知られるようになっていった。
通常、1881年が『悪魔の辞典』の起源とされるが（これはビアス本人がそう述べているためである）、その構想は1869年の夏頃に端を発する。当時ビアスは、話題の不足と、ウェブスターの辞書の新版を購入したばかりであったことから、「コミック辞書」を書ける可能性がないだろうかという提案をした。そのときはウェブスターズの「代理人 (Vicegerents)」という項目を引用し、該当部分を斜体にして次のように書いている。
加えて、ノア・ウェブスターはその才能をもっとコミカルな形で発揮すべきだったのではないかと述べた。この時点で「コミック辞書」の構想が生まれたのである。
この構想が公にされたのは1875年のことである。『タウンクライアー』の担当をやめ、ロンドンで3年を過ごした後サンフランシスコにもどったビアスは、『ニューズレター』の『タウンクライアー』担当への復帰を希望していた。ビアスは偽名で書いた2つの原稿を『ニューズレター』の編集者に送った。その1つが『魔物の辞典 (The Demon's Dictionary)』である。『魔物の辞典』では48の単語がビアスのトレードマークである辛辣な機知によって新しい定義を与えられた。これらの単語と定義は、『悪魔の辞典』の編集の際には選から漏れているが、1967年に出版された『増補版 悪魔の辞典 (Enlarged Devil's Dictionary)』には採録されている。

### 発展
ビアスが次に連載した『アルゴノート』誌（1877年5月採用）のコラム『プラットル』では『悪魔の辞典』そのものは見られない。とはいえ「コミック辞典」のアイディアは1877年9月17日号と1878年9月14日号のコラムで活かされている。
ビアスが『悪魔の辞典』という題名をはじめて用いたのは1881年のはじめ頃のことであり、サンフランシスコの週刊誌『ワスプ』の主任編集者だった頃である。「辞典」は好評を博し、『ワスプ』の主任編集者時代（1881年 - 1886年）、1回につき15語から20語の定義の連載を88回にわたってつづけた。
1887年、ビアスは『エグザミナー』の編集者となり、『皮肉屋の辞典 (The Cynic's Dictionary)』という記事を執筆した。これがビアスの「辞典」コラムの最後のものであったが、1904年に復活し、1906年7月まで断続的につづけられた。

### 出版
新聞紙上の連載から始まったものを書籍の形で最初に再発表したのは1906年の『冷笑派用語集 (Cynic's Word Book)』である。ダブルデイ社から出版された『冷笑派用語集』は A から L までの500語を採録している。残り500語（M から Z）は、1911年に出版された『アンブローズ・ビアス全集』の第7巻にはじめて収録された。このときようやく題名が『悪魔の辞典』となった。この改題はビアス本人の意向に基づくものであり、『冷笑派用語集』という「より敬虔な」旧題は当時ビアスを雇っていた新聞社の宗教的な躊躇から押し付けられたものであった。
1967年、『悪魔の辞典』の増補版が出版された。これはアーネスト・J・ホプキンスの調査に基づくものである。ビアスは『全集版』をワシントンD.C.で編集したが、サンフランシスコが1906年の大地震で壊滅的な被害を受けたため、現役時代の多くの原稿や記事が参照できず、結果として多くの定義が『全集』から漏れることとなった。これら『全集版』にない定義をも採録したことにより『増補版』の定義数は『全集版』の2倍にのぼる。この中には『魔物の辞典』で定義された項目も含まれる。
作中には「イエズス会のガッサラスカ・ジェイプ神父」（Father Gassalasca Jape, S.J.）の詩をはじめ、多くの詩が「引用」されているが、実際にはすべてビアス自身による創作であり、ガッサラスカ・ジェイプ神父も架空の人物である。
現在、 Oxford University Press 版（ISBN 0-19-512627-0）や Georgia University Press 版（ISBN 0-8203-2401-9）など、さまざまな版が出版されている。またプロジェクト・グーテンベルクからも利用ができる。『増補版 悪魔の辞典』としては Penguin Classics Series 版（ISBN 0-14-118592-9）がある。
日本語訳は、奥田俊介訳、西川正身訳、郡司利男訳、筒井康隆訳などが出版されている。
また、安野光雅・なだいなだ・日高敏隆・別役実・横田順彌『噴版 悪魔の辞典』、トラ・アンジェリコ『天使の辞典』、別役実『当世 悪魔の辞典』『ことわざ悪魔の辞典』、吉田直央『平成 悪魔の辞典』『令和 悪魔の辞典』、石平『中国「悪魔の辞典」』、筒井康隆『乱調文学大辞典』『欠陥大百科』『現代語裏辞典』、畑田国男『悪魔のことわざ辞典』『天使のことわざ辞典 Joke&cartoon』、中村徹『悪魔の辞典』、スラ弁こと大西洋一『法律版　悪魔の辞典』、福井栄一『小悪魔の大辞典』等々、同趣向の著作も多数出版されている。

## 日本語訳
- 西川正身選訳『悪魔の辞典』岩波書店、1964年6月。 - 抄訳。
  - 西川正身編訳『新編 悪魔の辞典』岩波書店、1983年5月。
    - 岩波書店〈岩波文庫〉、1997年1月。ISBN 4-00-323122-8
- 奥田俊介・倉本護・猪狩博訳『完訳 悪魔の辞典』創土社、1971年1月。
  - 角川書店〈角川文庫〉、1975年4月。
  - 『イラスト悪魔の辞典』弓書房、1980年5月。
- 郡司利男訳『悪魔の辞典』（対訳篇・評註篇）こびあん書房、1974年8月[3]。
  - 郡司利男訳註『続・悪魔の辞典』こびあん書房、1977年5月。
  - 郡司利男訳『正・続全訳 悪魔の辞典』こびあん書房、1982年3月。ISBN 4-87558-351-6
- 乾幹雄訳註『悪魔の辞典』大学書林、1985年12月。
- 奥田俊介訳『新撰・新訳 悪魔の辞典』講談社、2000年11月。ISBN 4-06-269125-6
- 枯葉訳『悪魔の辞典』プロジェクト杉田玄白、2001年7月[4]。
- 筒井康隆訳『完全補注 筒井版悪魔の辞典』講談社、2002年10月。ISBN 4-06-211550-6
  - 『完全補注 筒井版悪魔の辞典 上』講談社〈講談社+α文庫〉、2009年1月。ISBN 978-4-06-281252-8
  - 『完全補注 筒井版悪魔の辞典 下』講談社〈講談社+α文庫〉、2009年1月。ISBN 978-4-06-281253-5